# Kunát mladší Dobřenský z Dobřenic
Kunát mladší Dobřenský z Dobřenic (1465? – 1539) byl český rybníkář a projektant jagellonského období, u něhož se naučil stavět rybníky Josef Štěpánek Netolický. Přívlastek mladší používal kvůli odlišení od stejnojmenného strýce zejména v listinách regionálního charakteru, kde byla možná záměna.

## Život
Jeho otcem byl pravděpodobně Jan z Dobřenic, který byl na poděbradském panství hejtmanem Minsterberských knížat. Dědem Kunáta mladšího Dobřenského byl Zdislav z Dobřenic a právě na jeho panství v okolí Dobřenic se mohl Kunát seznámit s tím jak stavět rybníky, jenž Zdislav budoval.
První pramenná zmínka je z roku 1484, kdy už musel být zletilý a způsobilý k právním úkonům, neb získával právo na určitý majetek. V roce 1488 funguje jako jeden z ručitelů knížete Jindřicha Minsterberského kvůli zástavě městečka Bohdaneč. V té době byl už majitelem statku Vinary u Nového Bydžova. Následně se s českými vojsky Vladislava Jagellonského v roce 1490 zřejmě podílel na tažení do Uher a dostal se do zajetí stoupenců císaře Maxmiliána I. Habsburského. Odtud se ho pokusil dostat Vilém I. z Pernštejna. Jeho přímluva byla úspěšná, neb byl následně Kunát propuštěn Dobešem Černohorským z Boskovic. V roce 1491 Kunát svědčil Vilémovi z Pernštejna u nákupu Pardubického panství. Obě akce dokládají již existující osobní vazby mezi oběma šlechtici.

### Rybníkářství
Před rokem 1498 působil Kunát mladší z Dobřenic jako královský porybný z Kolína, na panství byl v úřednické funkci fishmistra, kdy měl administrativně zajistit rybníkářství a panství – stavby a opravy rybníků, chov a prodej ryb. Dostal za to od krále Vladislava Jagellonského mimo běžný plat i ves Nepolisy, kterou obratem prodal. V letech 1498–1500 je uváděn i jako věřitel krále Vladislava Jagellonského. Část tohoto dluhu přešla i na jeho zetě Ferdinanda I. Habsburského. Ten ho nechtěl dědicům Kunáta zaplatit, a tak došlo i k soudům.

### Projektování rybníků
Vzhledem k tomu, že se Kunát osvědčil při stavbách královských rybníků, tak si ho začali zvát i přední čeští šlechticové na svá panství kvůli údržbě a projektování rybníků.
Jedním z prvních byl Vok II. z Rožmberka, pro kterého před rokem 1505 řídil opravy straších rybníků Dvořiště a Koclířov a vyprojektoval jeden z největších rybníků ve své době rybník Tisý. Vzhledem ke svým závazkům ve funkci pro krále a vytváření jeho rybníků na Kolínsku a pro Pernštejny na Pardubicku se tam musel po vyprojektování rybníka Tisý vrátit. Dozor nad stavbou zřejmě dostali fišmistři Slepička a Sádlo a "myslivec" Štěpánek. Každopádně Rožmberkové Kunátovi po smrti Voka II. pro změnu nedostatečně zaplatili, neb odměnu vymáhal ještě Kunátův syn Petr Dobřenský z Dobřenic, nižší úředník Zemských desek. Začátkem 16. století budoval Kunát rybníky i pro Zdeňka Kostku z Postupic nejspíše na panství Chlumec nad Cidlinou. Po smrti tohoto šlechtice v roce 1510 nedostal zaplaceno 200 kop českých grošů. A i s jeho dědici se v 30. letech 16. století se soudil o dlužnou částku. Částečnou splátkou za práci mohlo být získání části vsi Sadová před rokem 1528.

##### Práce pro Pernštejny
V roce 1513 začal pracovat na rekonstrukci a zásadních úpravách Opatovického kanálu. Jednalo se o jediného dlouhodobě rybníkáře fungujícího na panství, ačkoliv nebyl uveden přímo mezi úředníky, neboť pracoval pro Pernštejny i další šlechtice formou částečných zakázek. Někteří rybníkáři jako Jan Stanovský z Čechtic zvaný Mřeň jsou vedeni mezi úředníky, Mikuláš Ruthard z Malešova není jistě doložen. Fishmistr Jan Vlček byl sice v čele výkonného aparátu zajišťujícího správu rybníků – tedy chov a prodej ryb a jejich rekonstrukci, není doloženo, že by sám rybníky projektoval.
V roce 1513 začal Kunát budovat své vlastní sídlo a vytvářet minipanství na hranicích území pernštejnského dominia, kdy s bratrem zakoupil statek Valy nad Labem a v současnosti zaniklou obec Lepějovice.